# Głaz Władysława Stanisława Reymonta w Tuszynie
Głaz Władysława Stanisława Reymonta – kamień pamiątkowy poświęcony Władysławowi Stanisławowi Reymontowi zlokalizowany na placu jego imienia w Tuszynie.

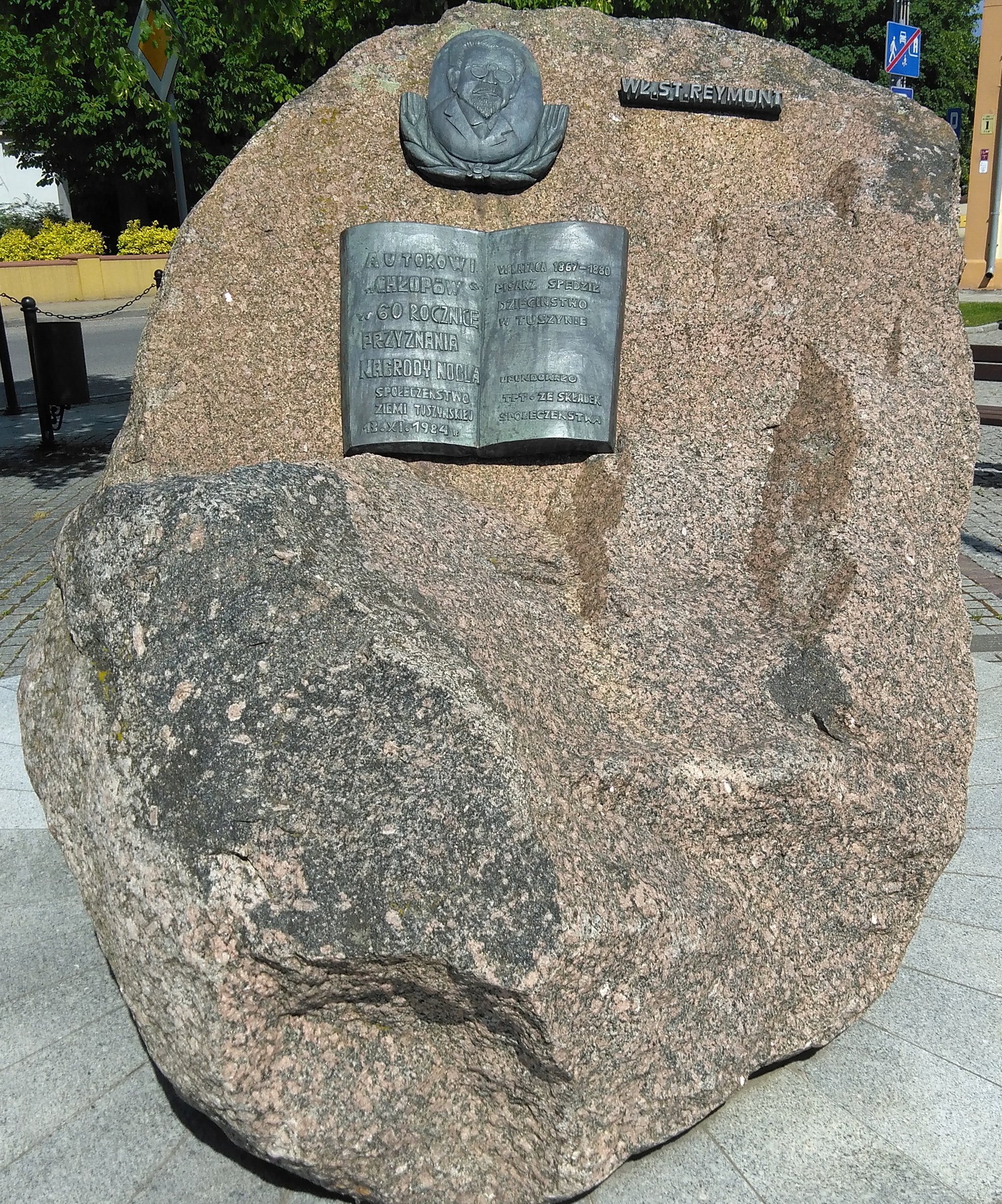
Głaz Władysława Stanisława Reymonta w Tuszynie

## Głaz
Głaz ustawiono 13 listopada 1984 r. w okazji sześćdziesiątej rocznicy przyznania Władysławowi Reymontowi Nagrody Nobla w dziedzinie literatury. Został ufundowany przez społeczność mieszkańców Tuszyna w celu upamiętnienia związków pisarza z tą miejscowością: Władysław Reymont spędził w Tuszynie dzieciństwo, zamieszkując wraz z rodziną drewnianą organistówkę.

## Tuszyn w twórczości Władysława Reymonta
Obserwacje okresu pobytu w Tuszynie pisarz wykorzystał w utworach: Chłopi (nadając rysy Tuszyna fikcyjnemu miasteczku Tymów) oraz Suka. Jeden z bohaterów powieści Ziemia Obiecana (Stach Wilczek) opisuje Tuszyn jako swoje miasto pochodzenia.